# WINNERS FOREVER 21st century
WINNERS FOREVER 21st century（ウィナーズ・フォーエバー・トゥエンティファースト・センチュリー）は2006年3月24日、Lantisより発売されたinfixのセルフカバーベスト・アルバムである。

## 解説
4人編成時代の曲をセルフカバーしたベスト・アルバム。新曲「Stereo Stars 〜成層圏の瞳〜」も収録。

## 収録曲
1. Stereo Stars 〜成層圏の瞳〜
作詞：河原よしえ／作曲：長友仍世
2. 傷だらけの天使になんてなりたいとは思わない
作詞：田村直美／作曲：Jeff Creatures・Joey Carbone
3. answer
作詞：真名杏樹・長友仍世／作曲：長友仍世
4. WINNERS FOREVER〜勝利者よ〜
作詞・作曲：長友仍世
5. パーラミター 〜幸せの岸辺〜
作詞・作曲：長友仍世
6. 愛が止まらない
作詞：大津あきら／作曲：川村栄二
7. 涙・抱きしめて
作詞：工藤哲雄・長友仍世／作曲：長友仍世
8. ハートビートで追いかけろ!
作詞・作曲：長友仍世
9. 涙を味方にして
作詞：久和カノン・長友仍世／作曲：長友仍世・佐藤晃
10. STILL ALONE
作詞・作曲：長友仍世
11. HOMELESS HEART
作詞：長友仍世／作曲：佐藤晃
12. We're Alive
作詞：長友仍世／作曲：佐藤晃
13. 夕景の丘 〜ocarnia full version〜
作曲：長友仍世
14. Romancing Journey
作詞・作曲：長友仍世
15. 受け取ってくれないか
作詞：河内よしえ／作曲：長友仍世
16. Stereo Stars 〜成層圏の瞳〜 (fiting dance mix)
作詞：河内よしえ／作曲：長友仍世